# I Am a Woman Now
I Am a Woman Now is een Nederlandse documentairefilm van Michiel van Erp. De film behandelt het thema transseksualiteit en ging in première op 17 november 2011 op het IDFA en draaide in bioscopen vanaf 15 maart 2012. Coproducent VPRO zond een versie van 56 minuten uit op 18 november 2012.

## Inhoud
Vijf vrouwen van tussen de 70 en 80 jaar oud kijken terug op hun leven en de geslachtsveranderende operatie die zij ondergingen in de beginjaren van de in 1956 in Casablanca geopende kliniek van gynaecoloog Georges Burou die uitgebreide psychologische tests achterwege liet.